# 西邦蒂富尔 (犹他州)
西邦蒂富尔（英文：West Bountiful）是美国犹他州戴维斯县下属的一座城市。建市于 不明年份年，面积大约为3.26平方英里（8.4平方公里），海拔约为4,268英尺（1,301米）。根据2010年美国人口普查，该市有人口5,265人。